# Ідер (річка)

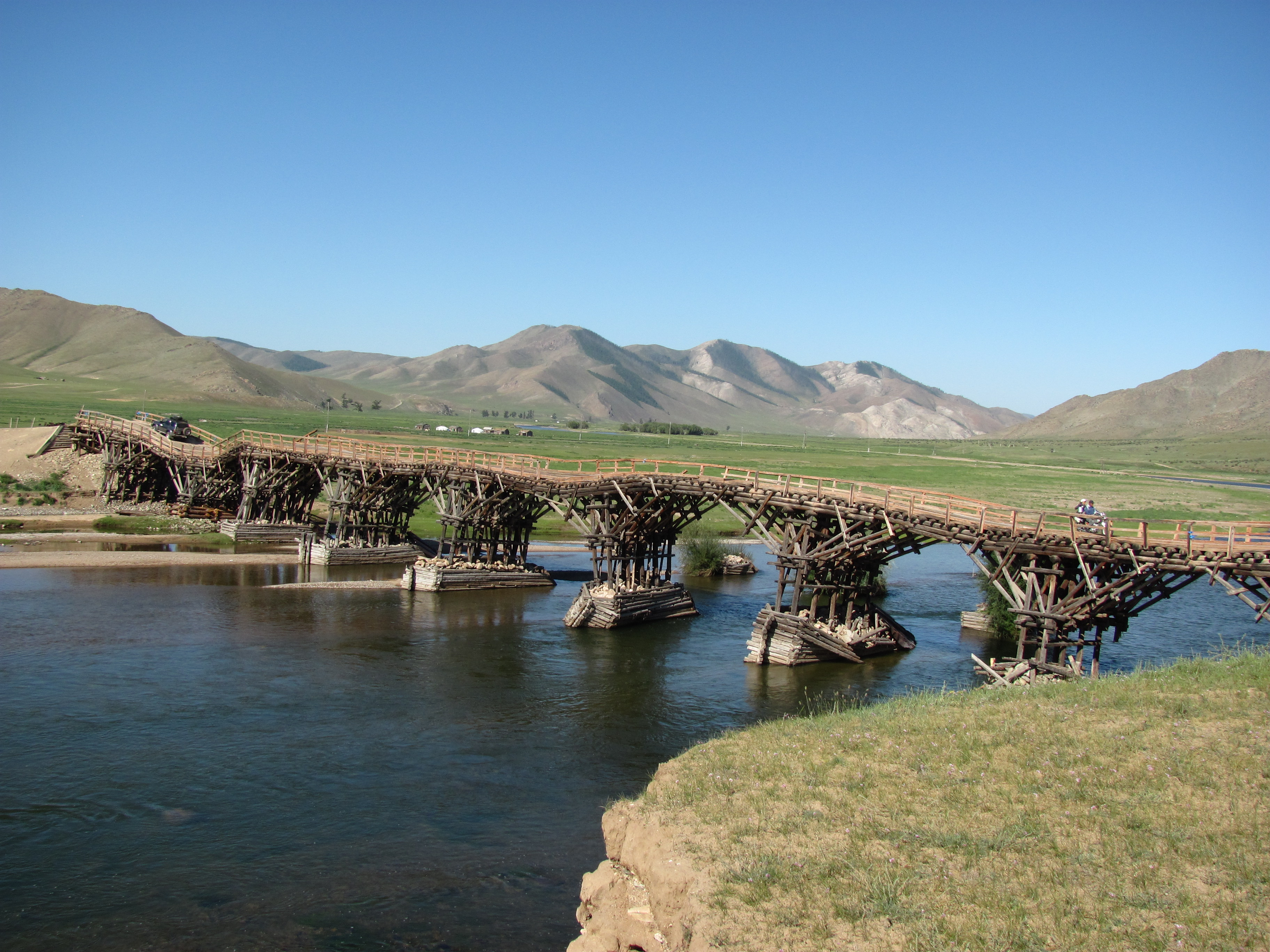
Дерев'яний міст біля Жаргалантом

Ідер (монг. Идэр гол) — це річка в Монголії, права складова утворення річки Селенги.
Тече на північному заході країни. Бере початок в Хангайських горах. Довжиною 452 км. В сомоні Тумурбулаг зливається з Делгер-Муреном і формує річку Селенгу. З жовтня — листопада і по середину — кінець квітня замерзає. Поряд з Жаргалантом над річкою в 40-х роках побудований ; поряд з Галтом є бетонний.